# Jiří Trnka (labdarúgó)
Jiří Trnka (1926. december 2. – 2005. március 1.) cseh labdarúgóhátvéd.
A csehszlovák válogatott tagjaként részt vett az 1954-es labdarúgó-világbajnokságon.